# Vremir Mátyás
Vremir Mátyás (Kolozsvár, 1970. november 13. – Kolozsvár, 2020. július 24.) erdélyi magyar geológus, paleontológus, Mircea Vremir fia.

## Életpályája
1999-ben elvégezte a Babeș–Bolyai Tudományegyetem geológusmérnök szakát. 2001-ben mesteri fokozatot szerzett ugyanott. 
2005-ig gyakornokaként dolgozott az egyetem Geológia-Paleontológia Tanszékének magyar szakán. Közben a nyíregyházi Jósa András Múzeum szakértő munkatársa volt. 2005 és 2010 között olaj- és gázkutató geológus mérnökként dolgozott az angol International Logging Inc., majd az amerikai Wheatherford olajkutató cégeknek, főleg Közép-Afrikában.
2010-től haláláig az Erdélyi Múzeum-Egyesület kutatójaként dolgozott.

## Munkássága
„Fontosnak tartom, hogy az EME őrizhesse és kezelhesse ezeket a
rendkívüli leleteket, amelyek egyúttal megfelelő »magot«
képezhetnének az EME egykor híres kőzet-, ásvány- és
őslénygyűjteményének újbóli megalapozásához"

Vremir Mátyás adományozó szándéknyilatkozatából
Geológiai, rétegtani és őslénytani kutatásokat végzett Erdélyben. Ugyanakkor külföldön is vezetett kutatásokat, így őslénytani feltárást a bajorországi Solnhof-medencében, majd  mentőásatásokat a Krím-félszigeten.
Kutatásai eredményeit több mint 100 publikációban tette közzé, rangos nemzetközi lapokban is. Felfedezései közül a legismertebb a Balaur bondoc (magyarul zömök sárkány) és az Eurazhdarcho langendorfens is. Világhírű leleteit  az EME gyűjteményeinek gyarapítására ajánlotta fel.